# Маджарки
Маджарки — колишня назва села Рудка на території Шептицького району.

## Історія
У 1772 році після першого розподілу Польщі село ввійшло до провінції Королівство Галичини та Володимирії імперії Габсбургів. У 1880 р. було 262 мешканці (більшість греко-католиків крім 88 римо-католиків), село належало до Сокальського повіту.
На 1 січня 1939 року в селі мешкало 340 осіб (з них 270 українців-греко-католиків і 70 українців-римокатоликів). Село входило до ґміни Кристинополь Сокальського повіту Львівського воєводства. Оскільки не було власної церкви, то Маджарки вважалися присілком і належали до парафії Борятин Белзького деканату Перемишльської єпархії.
Спалене поляками в 1944 році.
Там жили українські родини. Банда польських міліціонерів напала на той присілок, зігнала всіх українців — чоловіків, жінок, старих і дітей — до одної стодоли, яку облила нафтою і підпалила. В страшних муках загинули в тому вогні дві родини — Кулиничів та Котів, а з ними й семирічна Кася Кіт.
Про трагедію присілка розповідає документальний фільм Чорна смуга.